# Namco System 12
Das Namco System 12 ist ein von Namco entwickeltes Arcade System Board, das im Jahr 1996 auf den Markt kam. Die Hardware basiert – wie auch das System 11 – auf der Sony PlayStation. Gegenüber dem Vorgänger wurden einige Änderungen vorgenommen, um die Leistung zu verbessern. Die ROMs mit den Spielinhalten sind direkt auf den Platinen verlötet und können daher nicht ausgetauscht werden, wie das bei anderen Systemen (Atomiswave, Sega NAOMI) der Fall ist.

## Technische Daten
- CPU: MIPS R3000A 32 Bit RISC mit 48 MHz
- Bus: 132 MB/s
- OS-ROM: 512 kB
- Sound-CPU: Hitachi H8/3002 mit 14,7456 MHz
- Zusätzlicher Soundchip: Namco C352
- Hauptspeicher: 2 MB
- Video RAM: 2 MB
- Sound RAM: 512 kB
- Grafikprozessor: 360.000 Polygone/Sekunde, Einstellbarer Framebuffer, 4.000 8x8 Pixel Sprites mit individueller Rotation und Skalierung, Simultane Hintergründe
- Sprite Effekte: Rotation, Skalierung aufwärts/abwärts, Warping, Transparenz, Fading, Priorität, Vertikaler und horizontales Line-scrolling
- Auflösung: 256x224 - 740x480
- Farben: 16,7 Millionen, Unbegrenzt CLUTs (Color Look-Up Tables)
- Andere Eigenschaften: spezielle Geometrie-Einheit, spezielle Polygon-Einheit, MJPEG Decode

## Spiele
- Aerosmith: Quest For Fame (2001)
- Aqua Rush (1999)
- Attack Pla-Rail (199?)
- Derby Quiz My Dream Horse (1998)
- Ehrgeiz (1997)
- Fighting Layer (1998)
- Fighting Spirit Biography 3 (1997)
- Golgo 13 (1999)
- Kaiun Quiz (199?)
- Kart Duel (2000)
- Libero Grande (1997)
- Mr. Driller (1999)
- Oh! Bakyuuun / Ghoul Panic (1999)
- Paca Paca Passion (1998)
- Paca Paca Passion Special (1999)
- Paca Paca Passion 2 (1999)
- Soul Calibur (1998)
- Soul Calibur Ver.B (1998)
- Submarines (199?)
- Super World Stadium '98 (1998)
- Super World Stadium '99 (1999)
- Super World Stadium 2000 (2000)
- Super World Stadium 2001 (2001)
- Techno Drive (1998)
- Tekken 3 (1996)
- Tekken Tag Tournament (1999)
- TeknoWerk (1999)
- Tenkomori Shooting (1998)
- Toukonretsuden 3 (1997)
- Truck Kyosokyoku (2000)
- Um Jammer Lammy (1999)